# Mastacembelus kakrimensis
Mastacembelus kakrimensis és una espècie de peix pertanyent a la família dels mastacembèlids.

## Descripció
- Fa 23,9 cm de llargària màxima.
- 29-30 espines i 75-85 radis tous a l'aleta dorsal.
- 3 espines i 76-86 radis tous a l'aleta anal.
- Nombre de vèrtebres: 90-93.
- Línia lateral de color blanc groguenc.[4]

## Hàbitat
És un peix d'aigua dolça, bentopelàgic i de clima tropical.

## Distribució geogràfica
Es troba a Àfrica: conca del riu Konkoure a Guinea.

## Observacions
És inofensiu per als humans.